# Tiroler Roulette

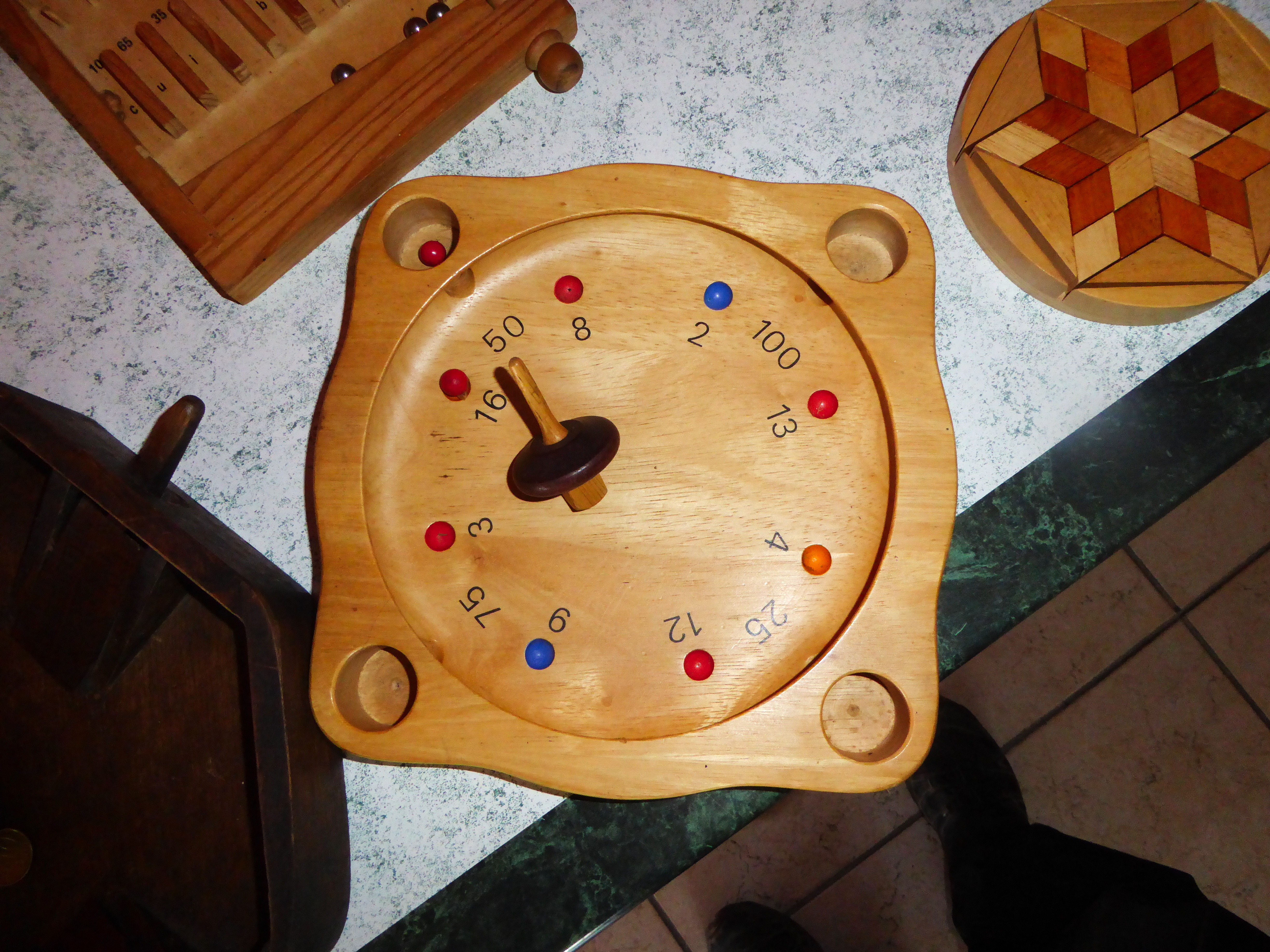
Tiroler Roulette

Tiroler Roulette of Alpenroulette is een kansspel dat vooral in de Alpenlanden en met name in de regio Tirol wordt gespeeld. Het spel is al lang bekend, maar het is onduidelijk waar en wanneer het spel in deze vorm is ontstaan. In Duitsland wordt het ook verkocht onder de naam Bauernroulette. In Frankrijk heet het spel Toupie Tyrolienne (Tiroolse tol) en er bestaat daar een soortgelijk spel, Virolon of Giroulette genoemd. Het spel is volledig uit hout. Het bestaat uit een ronde, uitgeholde bak (het speelveld) met een diameter van ongeveer 22 cm, zes balletjes (1 rood, 1 groen en 4 zonder kleur) en een tol. De bodem van de bak loopt schuin af naar het midden. Er zijn vier hoekgaten in de rand met opvangbakjes en acht kuiltjes langs de rand. Deze zijn gemarkeerd met verschillende waarden.

## Het spel
Het aantal spelers is twee of meer. De spelers moeten om de beurt proberen met de tol zoveel mogelijk ballen in de kuiltjes en door de hoekgaten te schieten. De ballen komen daartoe in het midden van het bakje. De speler die aan de beurt is neemt de tol aan de steel tussen duim en wijsvinger en brengt de tol door een knipbeweging in de bak aan het draaien. Hierdoor komt de tol in een baan om het midden van de bak terecht. Wrijving en luchtweerstand zorgen ervoor dat deze baan geleidelijk dichter langs het midden verloopt. Wanneer de tol daar een bal raakt, wordt deze weggeslingerd en vliegt ofwel door een hoekgat of tegen de rand van de bak. Van de rand wordt de bal teruggekaatst en komt ook in een baan om het middelpunt terecht. Daar rolt hij ofwel in een kuiltje of geleidelijk terug naar het midden waar hij opnieuw door de draaiende tol kan worden geraakt. Nadat de tol tot stilstand is gekomen, worden de punten geteld. Ballen die in de kuiltjes of in de opvangbakjes liggen leveren het daarop aangegeven aantal punten op. Bij een rode bal verdubbelen zich de punten en bij een groene bal moeten de punten van het totaal worden afgetrokken. Als het een speler lukt om met de tol alle zes ballen in een kuiltje of hoekgat te schieten, mag hij of zij nog een keer. De winnaar is de speler die na een aantal beurten als eerste een vooraf afgesproken aantal punten bereikt, meestal zijn dat 1000 punten.

## Afbeeldingen

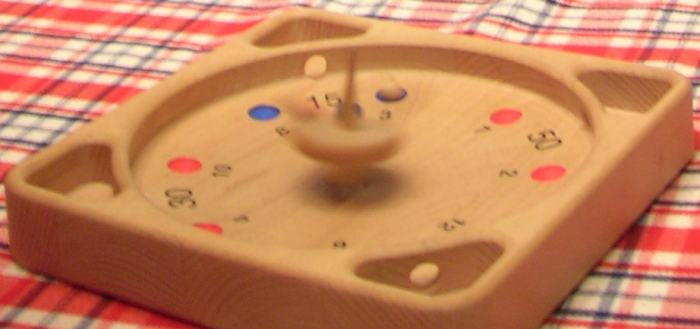
Bauernroulette uit Duitsland
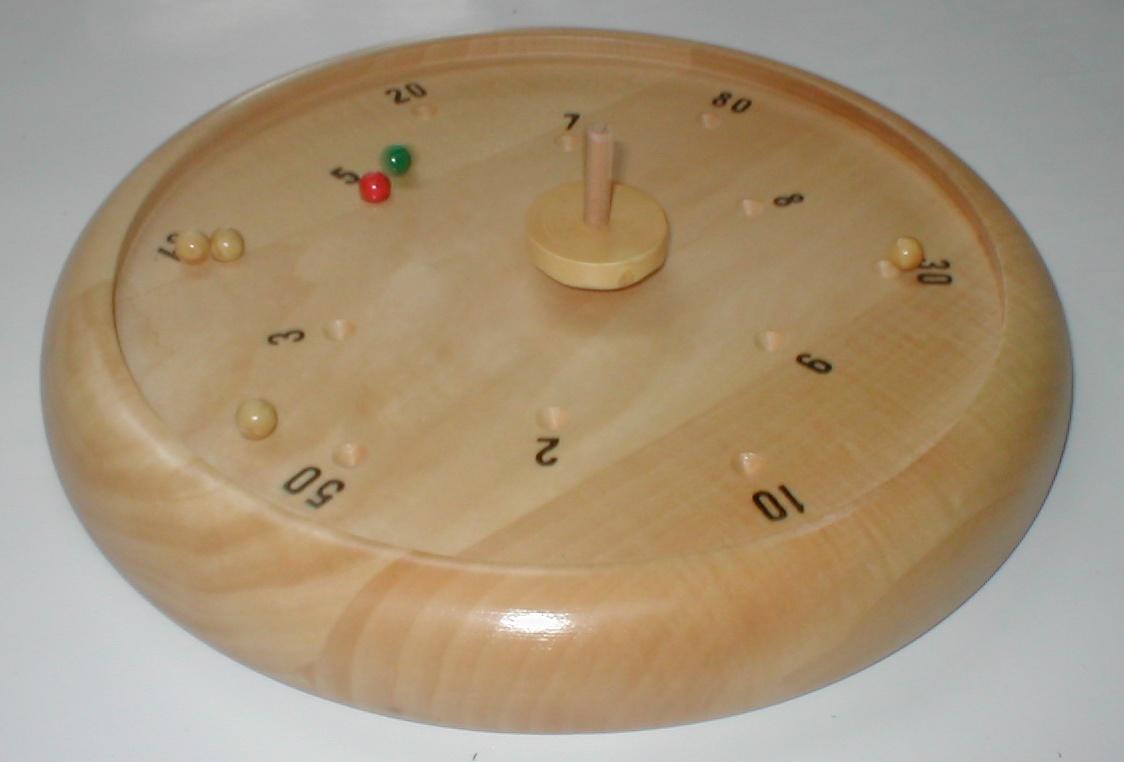
Virolon, een Franse variant
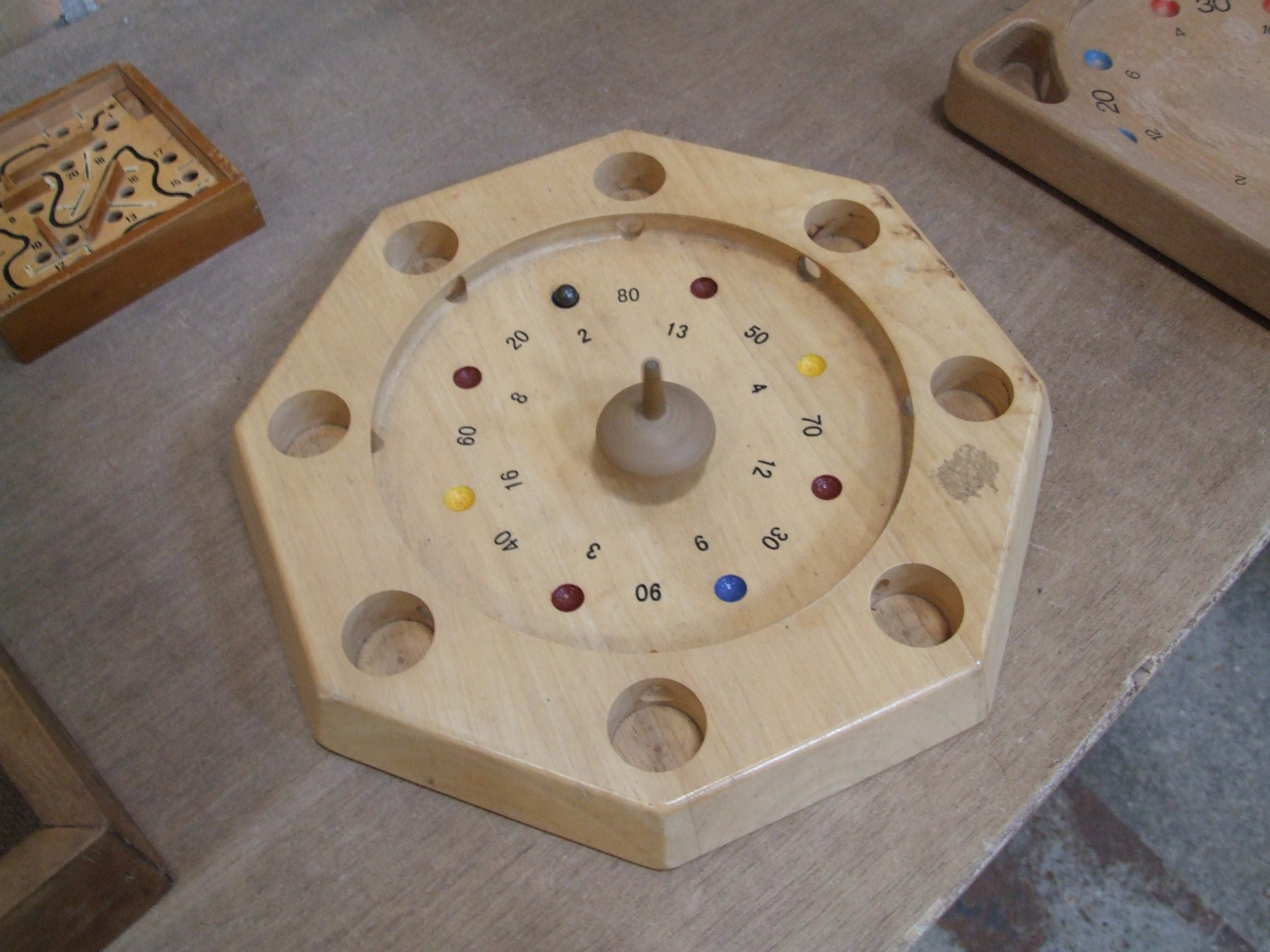
Een Vlaamse variant